# Jalen Saunders
Jalen Saunders (Elk Grove, 30 settembre 1992) è un giocatore di football americano statunitense che gioca nel ruolo di wide receiver per gli Houston Roughnecks della X Football League (XFL). Fu scelto nel corso del quarto giro (104º assoluto) del Draft NFL 2014 dai New York Jets. Al college ha giocato a football alla Fresno State University (2010-2011) e all'Università dell'Oklahoma (2012-2013).

## Carriera professionistica

### New York Jets
Brown fu scelto dai New York Jets nel corso del quarto giro del Draft 2014. Debuttò come professionista subentrando nella vittoria della settimana 1 contro gli Oakland Raiders in cui ritorno un punt per 15 tard. Il 29 settembre 2014 fu svincolato.

### Arizona Cardinals
Il 1º ottobre 2014, Saunders firmò con la squadra di allenamento degli Arizona Cardinals.

### Seattle Seahawks
Il 4 novembre 2014, Saunders passò alla squadra si allenamento dei Seattle Seahawks.

### New Orleans Saints
Il 19 novembre 2014, Saunders passò ai New Orleans Saints per sostituire l'infortunato Brandin Cooks. Con essi chiuse la sua prima stagione disputandovi sei partite (nove complessive nel 2014).

## Statistiche
| Partite totali      | 9 |
| Partite da titolare | 0 |
| Ricezioni           | 1 |
| Yard ricevute       | 7 |
| Touchdown           | 0 |

Statistiche aggiornate alla stagione 2014